# Zofia Domalik

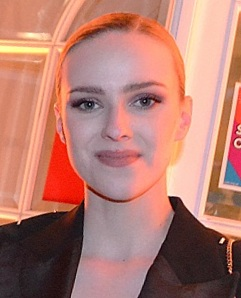
Zofia Domalik im Jahr 2020

Zofia Domalik (* 10. Oktober 1995) ist eine polnische Schauspielerin.

## Leben
Zofia Domalik wurde 1995 als Tochter der Schauspielerin Ewa Telegi und des Regisseurs Andrzej Domalik geboren. Sie studierte an der Fakultät für Schauspiel an der Aleksander-Zelwerowicz-Theaterakademie Warschau, wo sie 2019 ihren Abschluss machte. Bereits als Teenagerin begann sie in polnischen Film- und Fernsehproduktionen mitzuspielen, unter anderem Czas honoru, Pierwsza milosc oder Warschau ’44. In dem 2019 veröffentlichten Film Wszystko dla mojej matki spielte sie in der Hauptrolle Ola, eine nach ihrer Mutter suchende Jugendliche, die schließlich in einer Erziehungsanstalt landet. Für diese Darstellung wurde Zofia Domalik für den Polnischen Filmpreis als Beste Hauptdarstellerin nominiert, beim Polnischen Filmfestival Gdynia erhielt sie die Auszeichnung als Bestes Debüt einer Schauspielerin. Es folgten Film- und Fernsehrollen, ihr Schaffen umfasst rund zwei Dutzend Produktionen.

## Filmografie
- 2010–2011: Plebania
- 2013: Pierwsza miłość
- 2014: Warschau ’44
- 2019: Wszystko dla mojej matki
- 2019–2020: Zawsze warto
- 2020: Szadź
- 2022: Przyjaciółki

## Auszeichnungen
- 2019: Polnisches Filmfestival Gdynia – Bestes Schauspieldebüt (in dem Film Wszystko dla mojej matki)